# Pandanales
De Pandanales zijn een orde van bedektzadige planten: de naam is gevormd uit de familienaam Pandanaceae. Een orde onder deze naam wordt algemeen erkend door systemen voor plantentaxonomie, maar in een wisselende samenstelling.
In het APG II-systeem (2003) en het APG III-systeem (2009) is de samenstelling deze:
- orde Pandanales
  - familie Cyclanthaceae
  - familie Pandanaceae
  - familie Stemonaceae
  - familie Triuridaceae
  - familie Velloziaceae

De bekendste vertegenwoordigers zijn dan de soorten van het geslacht Pandanus, de schroefpalmen. Deze worden in Oceanië ook wel tot manden en matten verwerkt. Een ander bekend product is de panamahoed.
Dit is een lichte wijziging ten opzichte van het APG-systeem (1998), dat de volgende samenstelling hanteerde:
- orde Pandanales
  - familie Cyclanthaceae
  - familie Pandanaceae
  - familie Stemonaceae
  - familie Velloziaceae

In het Cronquist systeem (1981), waar de orde was ingedeeld in diens onderklasse Arecidae, was de samenstelling veel bescheidener:
- orde Pandanales
  - familie Pandanaceae